# Liuxiang (socken i Kina, Tibet)
Liuxiang (kinesiska: 柳乡) är en socken i Kina. Den ligger i den autonoma regionen Tibet, i den sydvästra delen av landet, omkring 290 kilometer väster om regionhuvudstaden Lhasa. Antalet invånare är 3 543. Befolkningen består av 1 739 kvinnor och 1 804 män. Barn under 15 år utgör 28,0 %, vuxna 15-64 år 66 %, och äldre över 65 år 5,0 %.
Genomsnittlig årsnederbörd är 740 millimeter. Den regnigaste månaden är juli, med i genomsnitt 288 mm nederbörd, och den torraste är mars, med 1 mm nederbörd.